# Orbexilum virgatum
Orbexilum virgatum är en ärtväxtart som först beskrevs av Thomas Nuttall, och fick sitt nu gällande namn av Per Axel Rydberg. Orbexilum virgatum ingår i släktet Orbexilum och familjen ärtväxter. Inga underarter finns listade i Catalogue of Life.